# راي دراموند
راي دراموند (بالإنجليزية: Ray Drummond)‏ هو عازف جاز أمريكي، ولد في 23 نوفمبر 1946 في بروكلين في الولايات المتحدة.

## وصلات خارجية
- الموقع الرسمي
- راي دراموند على موقع ميوزك برينز (الإنجليزية)
- راي دراموند على موقع أول ميوزيك (الإنجليزية)
- راي دراموند على موقع ديسكوغز (الإنجليزية)